# Catasetum maculatum
Catasetum maculatum är en orkidéart som beskrevs av Carl Sigismund Kunth. Catasetum maculatum ingår i släktet Catasetum och familjen orkidéer. Inga underarter finns listade i Catalogue of Life.

## Bildgalleri

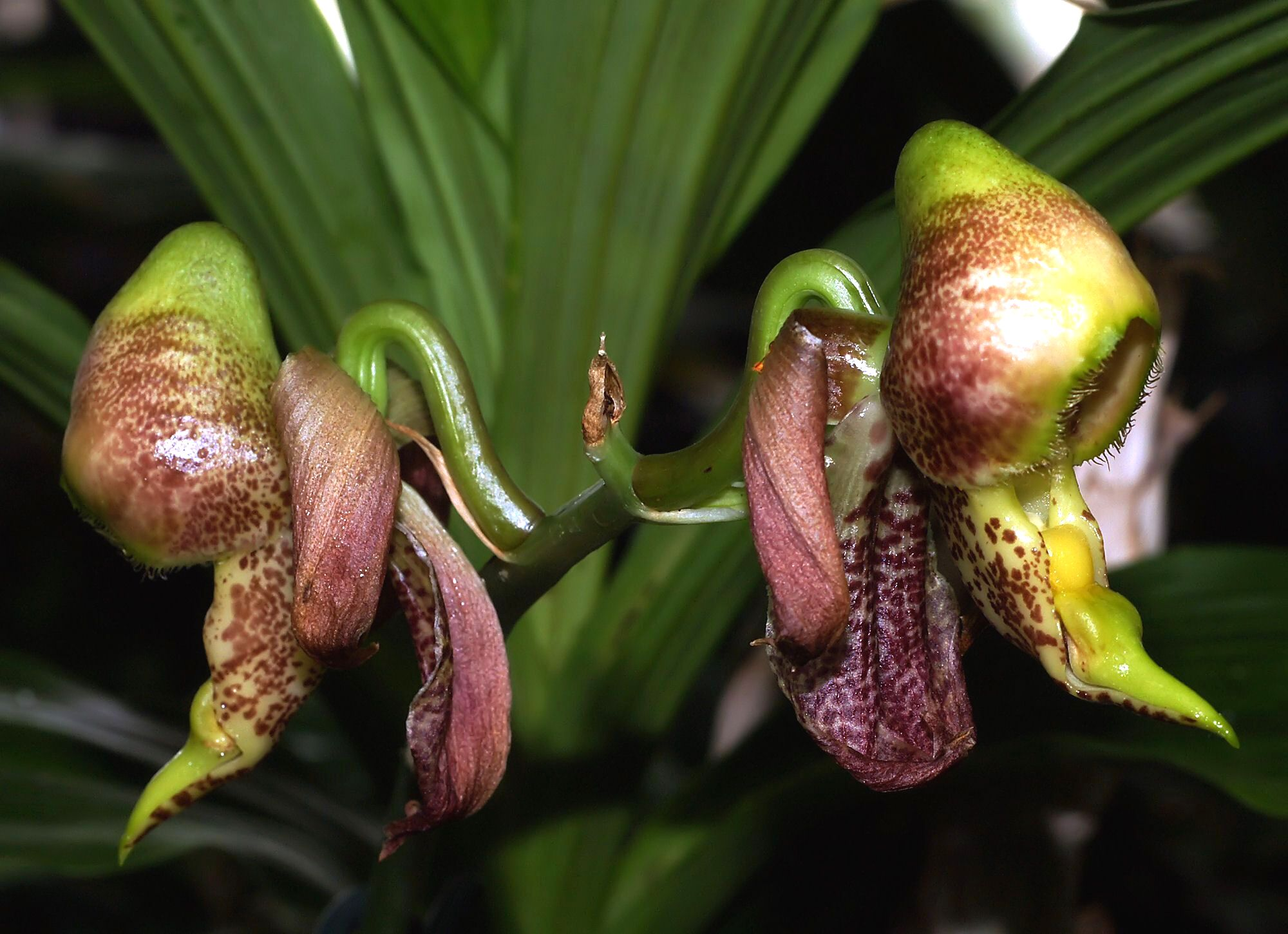
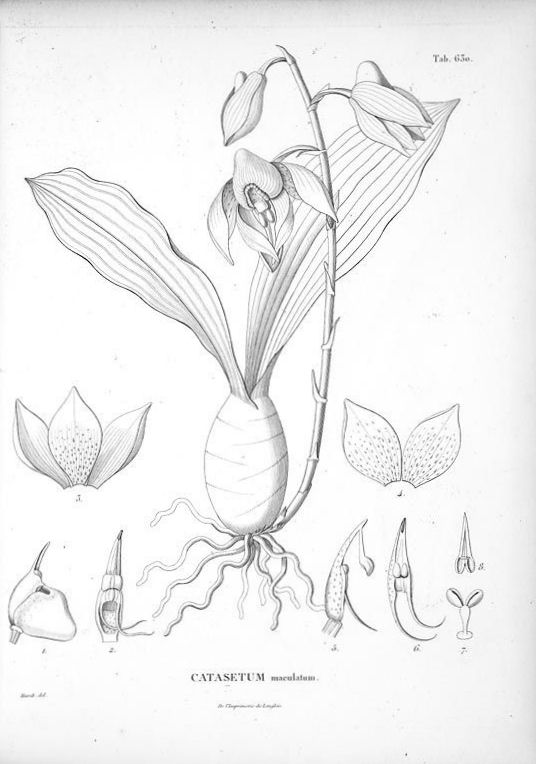
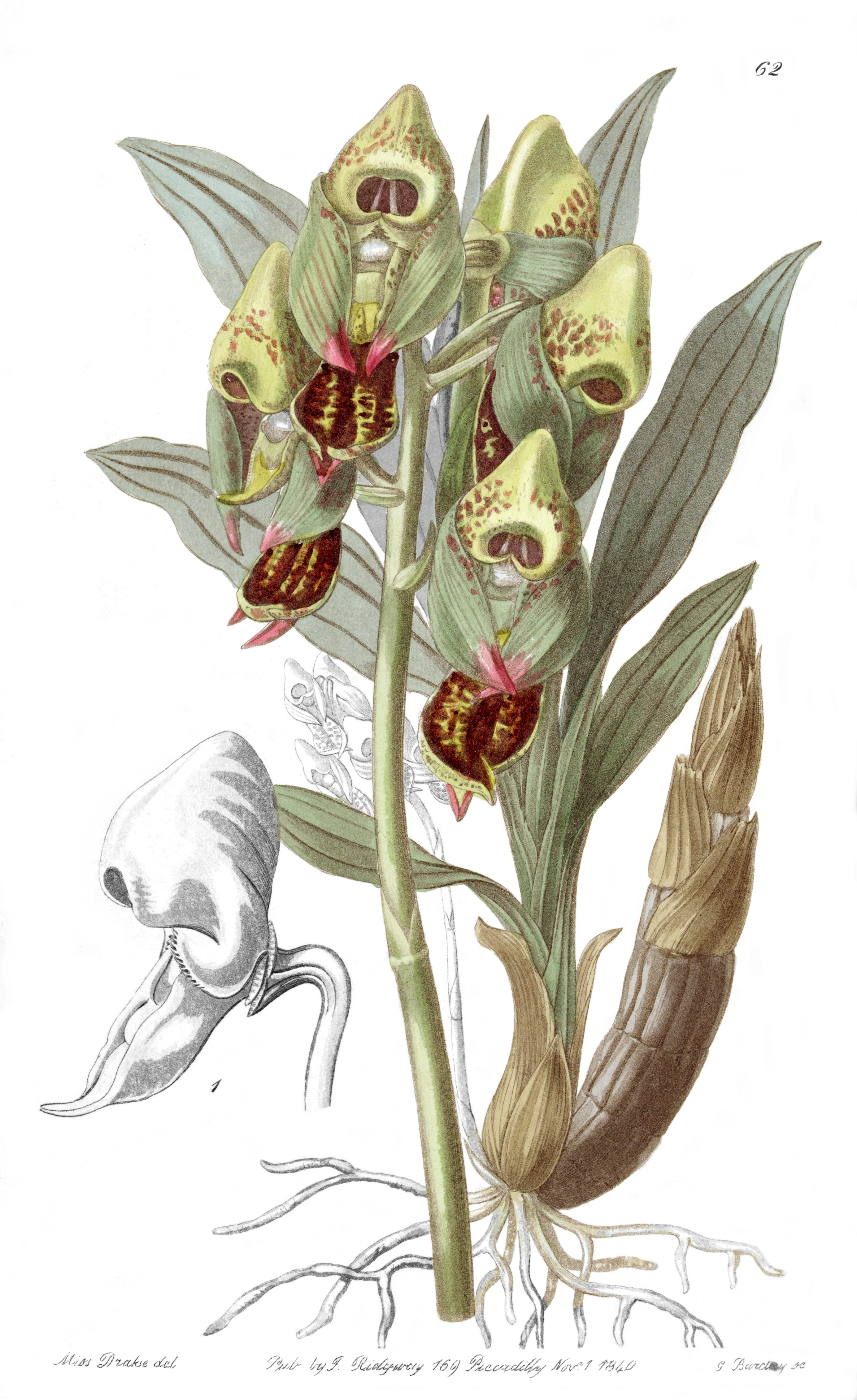
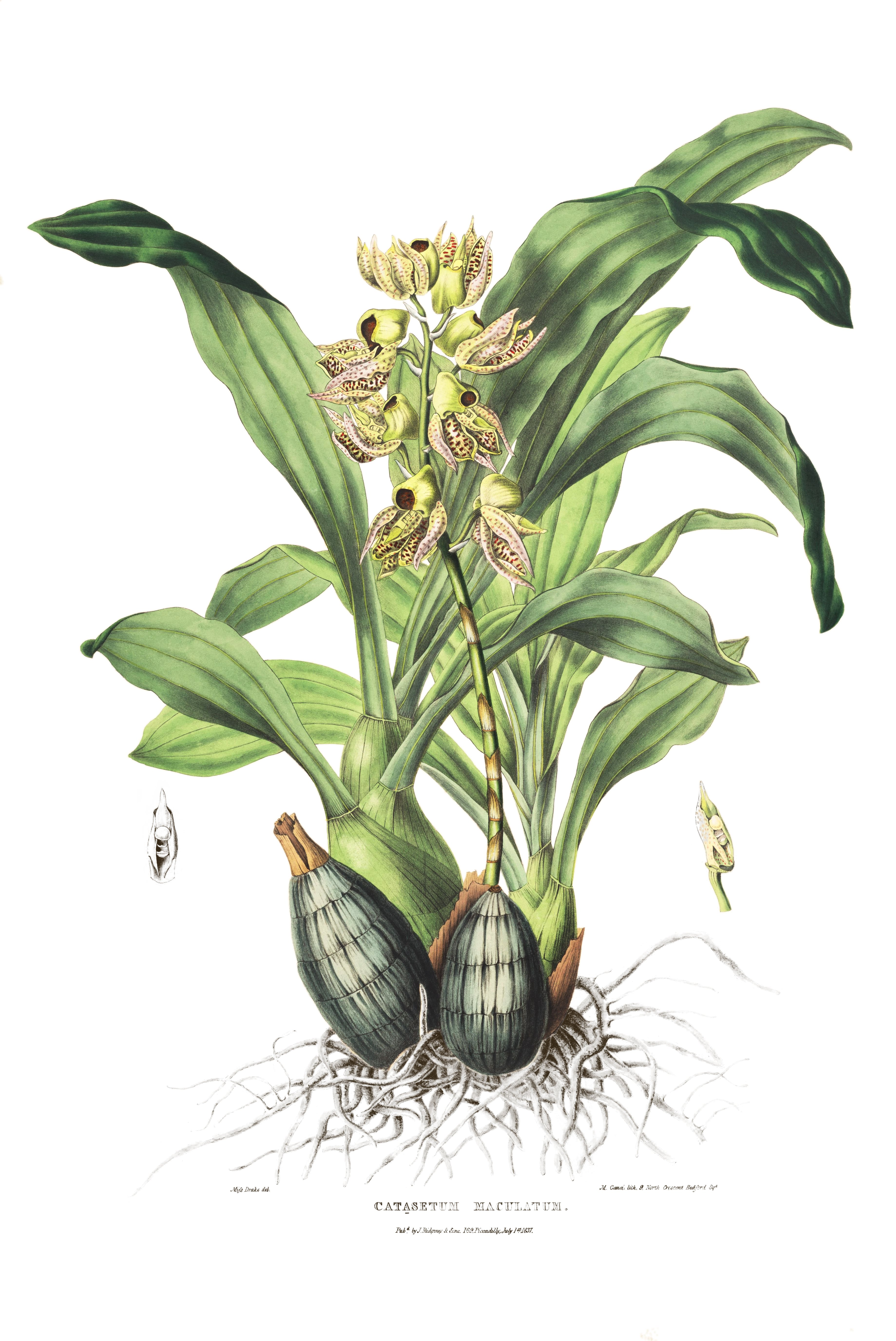
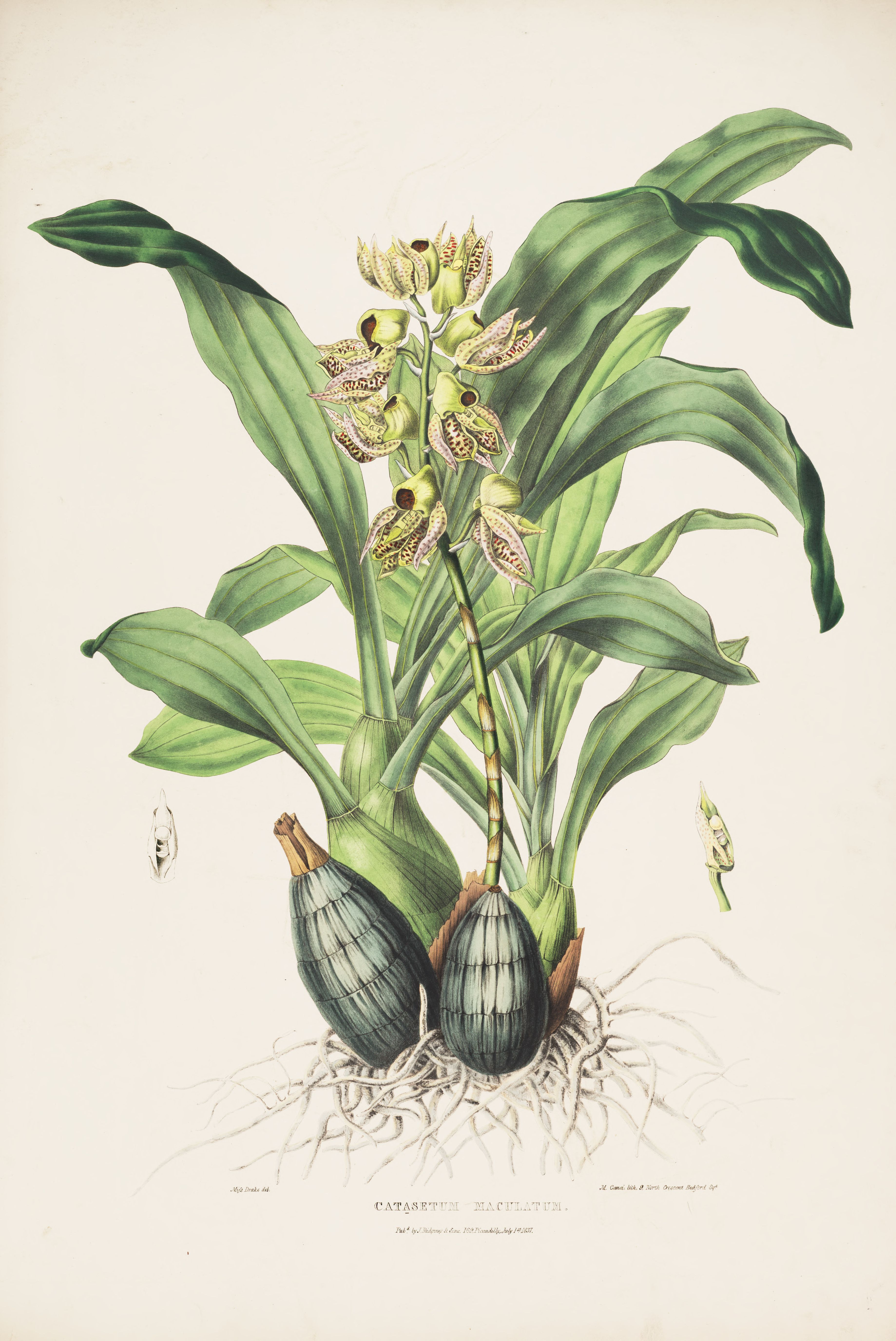